# Championnats d'Europe de patinage artistique 1974
Navigation
Édition précédente Édition suivante
Les championnats d'Europe de patinage artistique 1974 ont lieu du 29 janvier au 2 février 1974 au Dom Sportova de Zagreb en Yougoslavie.

## Qualifications
Les patineurs sont éligibles à l'épreuve s'ils représentent une nation européenne membre de l'Union internationale de patinage (International Skating Union en anglais). Les fédérations nationales sélectionnent leurs patineurs en fonction de leurs propres critères.
Sur la base des résultats des championnats d'Europe 1973, l'Union internationale de patinage autorise chaque pays à avoir de une à trois inscriptions par discipline. 

## Podiums
| Épreuves                            | Or                                       | Argent                        | Bronze                                    |
| ----------------------------------- | ---------------------------------------- | ----------------------------- | ----------------------------------------- |
| Messieurs résultats détaillés       | Jan Hoffmann                             | Sergueï Volkov                | John Curry                                |
| Dames résultats détaillés           | Christine Errath                         | Dianne de Leeuw               | Liana Drahová                             |
| Couples résultats détaillés         | Irina Rodnina / Aleksandr Zaïtsev        | Romy Kermer / Rolf Österreich | Lioudmila Smirnova / Alexeï Oulanov       |
| Danse sur glace résultats détaillés | Lioudmila Pakhomova / Alexander Gorshkov | Hilary Green / Glyn Watts     | Natalia Linitchouk / Guennadi Karponossov |

## Tableau des médailles
| Rang  | Nation             | Or | Argent | Bronze | Total |
| ----- | ------------------ | -- | ------ | ------ | ----- |
| 1     | Union soviétique   | 2  | 1      | 2      | 5     |
| 2     | Allemagne de l'Est | 2  | 1      | 0      | 3     |
| 3     | Royaume-Uni        | 0  | 1      | 1      | 2     |
| 4     | Pays-Bas           | 0  | 1      | 0      | 1     |
| 5     | Tchécoslovaquie    | 0  | 0      | 1      | 1     |
| Total | Total              | 4  | 4      | 4      | 12    |

## Détails des compétitions

### Messieurs
| Rang | Nom                 | Nation               | Places | Points | Fig. impo. | Prog. court | Prog. libre |
| ---- | ------------------- | -------------------- | ------ | ------ | ---------- | ----------- | ----------- |
| 1    | Jan Hoffmann        | Allemagne de l'Est   |        |        |            |             |             |
| 2    | Sergueï Volkov      | Union soviétique     |        |        |            |             |             |
| 3    | John Curry          | Royaume-Uni          |        |        |            |             |             |
| 4    | Vladimir Kovalev    | Union soviétique     |        |        |            |             |             |
| 5    | Yuri Ovtchinnikov   | Union soviétique     |        |        |            |             |             |
| 6    | László Vajda        | Hongrie              |        |        |            |             |             |
| 7    | Didier Gailhaguet   | France               |        |        |            |             |             |
| 8    | Zdeněk Pazdírek     | Tchécoslovaquie      |        |        |            |             |             |
| 9    | Bernd Wunderlich    | Allemagne de l'Est   |        |        |            |             |             |
| 10   | František Pechar    | Tchécoslovaquie      |        |        |            |             |             |
| 11   | Robin Cousins       | Royaume-Uni          |        |        |            |             |             |
| 12   | Erich Reifschneider | Allemagne de l'Ouest |        |        |            |             |             |
| 13   | Michael Glaubitz    | Allemagne de l'Est   |        |        |            |             |             |
| 14   | Ronald Koppelent    | Autriche             |        |        |            |             |             |
| 15   | Rolando Bragaglia   | Italie               |        |        |            |             |             |
| 16   | Glyn Jones          | Royaume-Uni          |        |        |            |             |             |
| 17   | Pascal Delorme      | France               |        |        |            |             |             |
| 18   | Thomas Öberg        | Suède                |        |        |            |             |             |
| 19   | Pekka Leskinen      | Finlande             |        |        |            |             |             |
| 20   | Rob Ouwerkerk       | Pays-Bas             |        |        |            |             |             |
| 21   | Jacek Żylski        | Pologne              |        |        |            |             |             |
| 22   | Silvo Svajger       | Yougoslavie          |        |        |            |             |             |
| 23   | Gheorghe Fazekas    | Roumanie             |        |        |            |             |             |
| 24   | Paul Cechmanek      | Luxembourg           |        |        |            |             |             |

### Dames
| Rang | Nom                 | Nation               | Places | Points | Fig. impo. | Prog. court | Prog. libre |
| ---- | ------------------- | -------------------- | ------ | ------ | ---------- | ----------- | ----------- |
| 1    | Christine Errath    | Allemagne de l'Est   |        |        |            |             |             |
| 2    | Dianne de Leeuw     | Pays-Bas             |        |        |            |             |             |
| 3    | Liana Drahová       | Tchécoslovaquie      |        |        |            |             |             |
| 4    | Gerti Schanderl     | Allemagne de l'Ouest |        |        |            |             |             |
| 5    | Karin Iten          | Suisse               |        |        |            |             |             |
| 6    | Maria McLean        | Royaume-Uni          |        |        |            |             |             |
| 7    | Anett Pötzsch       | Allemagne de l'Est   |        |        |            |             |             |
| 8    | Isabel de Navarre   | Allemagne de l'Ouest |        |        |            |             |             |
| 9    | Marion Weber        | Allemagne de l'Est   |        |        |            |             |             |
| 10   | Sonja Balun         | Autriche             |        |        |            |             |             |
| 11   | Cinzia Frosio       | Italie               |        |        |            |             |             |
| 12   | Hana Knapová        | Tchécoslovaquie      |        |        |            |             |             |
| 13   | Susanne Altura      | Autriche             |        |        |            |             |             |
| 14   | Marie-Claude Bierre | France               |        |        |            |             |             |
| 15   | Gail Keddie         | Royaume-Uni          |        |        |            |             |             |
| 16   | Lise-Lotte Öberg    | Suède                |        |        |            |             |             |
| 17   | Helena Gazvoda      | Yougoslavie          |        |        |            |             |             |
| 18   | Zdenka Fiuraskova   | Tchécoslovaquie      |        |        |            |             |             |
| 19   | Sophie Verlaan      | Pays-Bas             |        |        |            |             |             |
| 20   | Evelyne Reusser     | Suisse               |        |        |            |             |             |
| 21   | Marina Sanaya       | Union soviétique     |        |        |            |             |             |
| 22   | Manuele Bertele     | Italie               |        |        |            |             |             |
| 23   | Petra Wagner        | Allemagne de l'Ouest |        |        |            |             |             |
| 24   | Grażyna Dudek       | Pologne              |        |        |            |             |             |
| 25   | Kathy Brunner       | Suisse               |        |        |            |             |             |
| 26   | Susan Broman        | Finlande             |        |        |            |             |             |
| 27   | Ágnes Erős          | Hongrie              |        |        |            |             |             |
| 28   | Bente Tverran       | Norvège              |        |        |            |             |             |

### Couples
| Rang | Nom                                     | Nation               | Places | Points | Prog. court | Prog. libre |
| ---- | --------------------------------------- | -------------------- | ------ | ------ | ----------- | ----------- |
| 1    | Irina Rodnina / Aleksandr Zaïtsev       | Union soviétique     |        |        |             |             |
| 2    | Romy Kermer / Rolf Österreich           | Allemagne de l'Est   |        |        |             |             |
| 3    | Lioudmila Smirnova / Alexeï Oulanov     | Union soviétique     |        |        |             |             |
| 4    | Manuela Groß / Uwe Kagelmann            | Allemagne de l'Est   |        |        |             |             |
| 5    | Nadezhda Gorshkova / Evgeni Shevalovski | Union soviétique     |        |        |             |             |
| 6    | Karin Künzle / Christian Künzle         | Suisse               |        |        |             |             |
| 7    | Corinna Halke / Eberhard Rausch         | Allemagne de l'Ouest |        |        |             |             |
| 8    | Ursula Nemec / Michael Nemec            | Autriche             |        |        |             |             |
| 9    | Katja Schubert / Knut Schubert          | Allemagne de l'Est   |        |        |             |             |
| 10   | Grażyna Kostrzewińska / Adam Brodecki   | Pologne              |        |        |             |             |
| 11   | Teresa Skrzek / Piotr Sczypa            | Pologne              |        |        |             |             |
| 12   | Florence Cahn / Jean-Roland Racle       | France               |        |        |             |             |
| 13   | Rijana Hartmanova / Petr Starec         | Tchécoslovaquie      |        |        |             |             |
| 14   | Pascale Kovelmann / Jean-Pierre Rondel  | France               |        |        |             |             |
| 15   | Linda McCafferty / Colin Taylforth      | Royaume-Uni          |        |        |             |             |
| 16   | Petra Schneider / Bogdan Pulcer         | Allemagne de l'Ouest |        |        |             |             |
| 17   | Andrea Meier / Roland Meier             | Suisse               |        |        |             |             |

### Danse sur glace
| Rang | Nom                                       | Nation               | Places | Points | Danses imposées | Danse libre |
| ---- | ----------------------------------------- | -------------------- | ------ | ------ | --------------- | ----------- |
| 1    | Lioudmila Pakhomova / Aleksandr Gorchkov  | Union soviétique     |        |        |                 |             |
| 2    | Hilary Green / Glyn Watts                 | Royaume-Uni          |        |        |                 |             |
| 3    | Natalia Linitchouk / Guennadi Karponossov | Union soviétique     |        |        |                 |             |
| 4    | Janet Sawbridge / Peter Dalby             | Royaume-Uni          |        |        |                 |             |
| 5    | Irina Moïsseïeva / Andrei Minenkov        | Union soviétique     |        |        |                 |             |
| 6    | Matilde Ciccia / Lamberto Ceserani        | Italie               |        |        |                 |             |
| 7    | Krisztina Regőczy / András Sallay         | Hongrie              |        |        |                 |             |
| 8    | Janet Thompson / Warren Maxwell           | Royaume-Uni          |        |        |                 |             |
| 9    | Teresa Weyna / Piotr Bojańczyk            | Pologne              |        |        |                 |             |
| 10   | Diana Skotnická / Martin Skotnický        | Tchécoslovaquie      |        |        |                 |             |
| 11   | Gerda Bühler / Mathis Bachi               | Suisse               |        |        |                 |             |
| 12   | Sylvia Fuchs / Michael Fuchs              | Allemagne de l'Ouest |        |        |                 |             |
| 13   | Isabella Rizzi / Luigi Freroni            | Italie               |        |        |                 |             |
| 14   | Eva Peštová / Jiří Pokorný                | Tchécoslovaquie      |        |        |                 |             |
| 15   | Brigitte Scheijbal / Walter Leschetizky   | Autriche             |        |        |                 |             |
| 16   | Andrea Dohany / György Lenart             | Hongrie              |        |        |                 |             |
| 17   | Nicole Rinsant / Dirk Beyer               | Allemagne de l'Ouest |        |        |                 |             |